# کون‌سنت‌مارتون
کون‌سنت‌مارتون (به مجاری:  Kunszentmárton) یک منطقهٔ مسکونی در مجارستان است که در ناحیه کون‌سنت‌مارتون واقع شده‌است. کون‌سنت‌مارتون ۱۴۳٫۶۵ کیلومتر مربع مساحت و ۸٬۷۹۳ نفر جمعیت دارد.

## خواهرخوانده
شهر تتروو خواهرخواندهٔ کون‌سنت‌مارتون هست.